# Ivanovka (Ivanovskij rajon, oblast' dell'Amur)
Ivanovka (in russo Ивановка?) è un villaggio della Russia estremo-orientale, situato nella oblast' dell'Amur; è il centro amministrativo del distretto Ivanovskij.
Il villaggio si trova sulla riva sinistra del fiume Ivanovka (affluente della Zeja), 35 km a est di Blagoveščensk.